# HSW – Zakład Zespołów Napędowych
Zakład Zespołów Napędowych Sp. z o.o. (Transmissions Plant),  obecnie Huta Stalowa Wola S.A. Oddział I - Wydział Zespołów Napędowych w Stalowej Woli.  Przedsiębiorstwo powstało w wyniku wydzielenia ze struktur Kombinatu Przemysłowego Huta Stalowa Wola,  jako zakład wyspecjalizowany w produkcji zespołów napędowych (skrzyni biegów) i elementów uzębionych (np. wielkogabarytowe koła zębate).

## Historia
1 kwietnia 1970 roku powołano w strukturze HSW Zakład Mechaniczny, a 1 maja 1973 Zakład Mechaniczny HSW został podzielony na 3 Zespoły Produkcyjne. Jednym z nich był Zespół Produkcyjny Nr 2 (Z-2), który powstał na bazie Wydziałów M-4 i M-15 ( nazywany był też potocznie Zakładem Skrzyń Przekładniowych ). Zakład utworzono do produkcji nowych zespołów napędowych i elementów przekładni do maszyn budowlanych na licencji zachodniej, głównie z USA.
W 1974 zakład Z-2, przeprowadzono do nowo wybudowanej hali w której funkcjonuje do dziś. Tu uruchomiono własny oddział obróbki cieplno - chemicznej elementów przekładni i skrzyń biegów, oraz zainstalowano automatyczną linię Rota FZ-200 do produkcji kół zębatych, produkcji NRD. Zakupiono też, pierwsze w Polsce obrabiarki systemu Gleason i uruchomiono produkcję przekładni głównych o uzębieniu kołowo- łukowym, do mostów napędowych maszyn budowlanych. Wybudowano, malarnię wyrobów, nowoczesne linie montażowe i stacje prób, skrzyń przekładniowych - zarówno cywilnych jak i wojskowych. Zakład jako jedyny w tym czasie, w Polsce, posiadał stanowisko do spawania elementów wiązką elektronów w próżni. 
Zakład Z-2, dysponujący nowoczesnymi obrabiarkami do produkcji kół zębatych, należał do najbardziej nowoczesnych zakładów tej branży w Europie. Zakład, oprócz produkcji cywilnej produkował przekładnie i zespoły napędowe dla produkcji wojskowej HSW - transportera MTLB i armato - haubicy 2S1 Goździk . W latach 1970–1980 zakład produkował też skrzynie przekładniowe do maszyn budowlanych, typoszeregu U - 35, na eksport do ZSRR. 
W tym czasie zakład zatrudniał ok. 1600 osób.  
W 2007 został podpisany został  kontrakt z włoską firmą Same Deutz-Fahr Group, gwarantujący produkcję części do kombajnów montowanych w Chorwacji. 
W 2008 Zakład rozpoczął kolejną współpracę w zakresie dostaw elementów - wielkogabarytowych kół zębatych do olbrzymich samochodów - wywrotek, z firmą  General Electric.  
Podjęto też współpracę z firmą Terex, dostawcą ciężarówek używanych np. do budowy dróg. Zakład dostarczał jej mosty i zespoły napędowe. 

## Zmiany organizacyjne
1 stycznia 1995 r. po reorganizacji HSW, Zakład Nr 2 zaczął funkcjonować jako Oddział HSW S.A. – Zakład Zespołów Napędowych, następnie jako spółka z ograniczoną odpowiedzialnością o nazwie HSW - Zakład Zespołów Napędowych Sp. z o.o., którą w grudniu 2010 postawiono w stan upadłości. Zakład zatrudniał w tym czasie już tylko ok. 600 osób.
Syndyk masy upadłościowej wydzierżawił majątek zakładu HSW S.A., a ta w 2011 wydzierżawiła go spółce LiuGong Machinery Poland Sp. z o.o. która wcześniej zakupiła cześć produkcyjną maszyn budowlanych od HSW S.A.
31 października 2013 r. Zakład Zespołów Napędowych Sp. z o.o. od syndyka kupiła spółka LiuGong Machinery Poland Sp. z o.o. za kwotę ok. 50 mln zł. W chwili sprzedaży w zakładzie zatrudnionych było 350 osób.
Po przeniesieniu latem 2023 całej produkcji ciągników i ładowarek z Polski do Chin, do nowej, specjalnie zaprojektowanej i wybudowanej fabryki w Changzhou w Chinach, z dniem 10 października 2023, Huta Stalowa Wola przejęła ponownie całą infrastrukturę od chińskiego koncernu Guangxi LiuGong Machinery Co. Ltd. oraz Zakład Zespołów Napędowych.
Transakcja, zawiera umowę na dostawę komponentów, na podstawie której HSW nadal będzie produkować i dostarczać wytwarzane przez były Zakład Zespołów Napędowych, zespoły napędowe i części zamienne dla maszyn produkowanych przez LiuGong. 
Przejęty od LiuGong były zakład ZZN, to obecnie specjalnie utworzony nowy oddział pod nazwą: Huta Stalowa Wola S.A. Oddział I - Wydział Zespołów Napędowych w Stalowej Woli, który znacząco zwiększy zdolności produkcyjne HSW S.A.. 

## Obecnie
Były Zakład Zespołów Napędowych, posiada ponad 40 letnie  doświadczenie w produkcji zespołów napędowych oraz elementów uzębionych jak koła zębate, wałki, tarcze itd. Jest znaczącym dostawcą zespołów dla przemysłu  motoryzacyjnego, kolejnictwa, maszyn rolniczych, dla przemysłu energetycznego oraz na potrzeby obronności i bezpieczeństwa kraju. Posiada System Zarządzania Jakością Przedsiębiorstwa, zatwierdzony przez Lloyd`s Register Quality Assurance jako  zgodny z normą ISO 9001.
Produkcja
- skrzynie biegów do ciągników gąsienicowych
- skrzynie biegów do ładowarek kołowych
- zespoły napędu jazdy kombajnów zbożowych
- zespoły i elementy uzębione do ciągników rolniczych
- elementy uzębione dla motoryzacji i kolejnictwa
- mechanizmy skrętu jedno i dwubiegowe
- przekładnie boczne
- mosty napędowe
- przekładnie stożkowe, kołowo - łukowe Gleason'a
- koła zębate i elementy uzębione
- wałki wielowypustowe
- tarcze sprzęgłowe
- korpusy zespołów napędowych[4].

## Marka

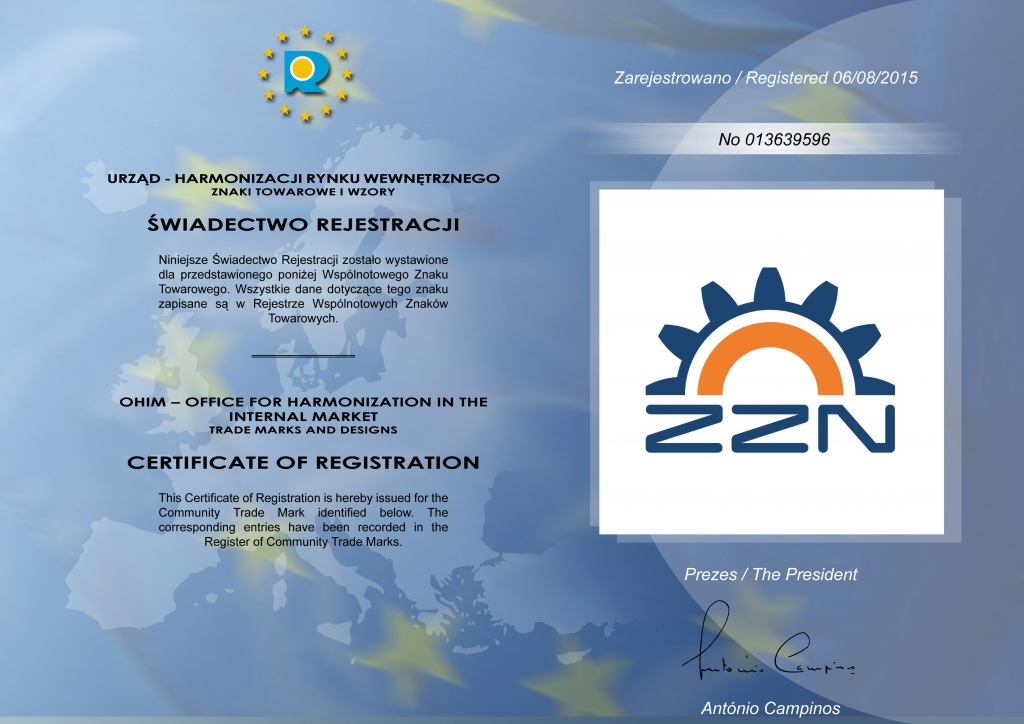
Certyfikat rejestracji logo firmy ZZN.

Nazwa marki to skrót trzech słów, które w pełnym znaczeniu jawią się jako Zakład Zespołów Napędowych. W 2014 r. zaprojektowano obecne logo i zaprezentowano go oficjalnie podczas największych targów przemysłowych w Europie Hannover Messe. Logo składa się dodatkowo z piktogramu połowy koła zębatego nawiązującego do produkowanego asortymentu. Rysunek zęba łączy kolor niebieski i pomarańczowy natomiast napis ZZN posiada kolor niebieski. 6 sierpnia 2015 znak towarowy ZZN zarejestrowano w Urzędzie Harmonizacji Rynku Wewnętrznego jako znak towarowy nr 013639596.